# Pteridophyta
De Bregnelignende planter (Pteridophyta) er en række eller division indenfor Karplanterne (Tracheobionta). Tidligere brugte man den danske betegnelse Karsporeplanter om denne division, og da omfattede den bl.a. Bregner, Ulvefodsplanter og Padderokplanter. Her følges de seneste, offentliggjorte resultater af de igangværende, fylogenetiske undersøgelser inden for divisionen.
| Klasser |

- Bregner (Polypodiopsida, Pteropsida eller Filicopsida)
- Marattiopsida
- Padderokplanter (Equisetopsida)
- Psilotopsida

## Fylogenetisk placering
Diagrammet herunder viser Pteridophyta placering indenfor Karplanterne. Pteridophyta ses at være en (primitivere) søstergruppe til Frøplanterne. Diagrammet nedenfor til højre viser forholdene indenfor Karplanterne.
- Ulvefodsplanter (Lycopodiophyta)
- Andre karplanter end Lycopodiophyta
  - Bregneplanter (Pteridophyta)
    - Psilotopsida
    - Andre bregneplanter end Psilotopsida
      - Padderok-klassen (Equisetopsida, tidligere: Sphenopsida)
      - Marattiopsida
      - Bregne-klassen (Polypodiopsida, tidligere: Pteropsida eller Filicopsida)

  - Frøplanter (Magnoliophyta, tidligere: Spermatophyta eller Spermatopsida)

Note
1. ↑  Klassifikationen følger Alan R. Smith, Kathleen M. Pryer, Eric Schuettpelz, Petra Korall, Harald Schneider og Paul G. Wolf: A classification for extant ferns, 2006 Arkiveret 26. februar 2008 hos  Wayback Machine (engelsk)

| Portal | Portal:Botanik |